# Frederik Willumsen
Frederik Ferdinand Willumsen (født 4. juli 1882 i Snesere, død 1. februar 1964 i Søborg) var en dansk tobaksarbejder og politiker, der fra 1937 til 1952 var sognerådsformand i Gladsaxe Kommune og fra 1952 til 1954 borgmester sammesteds, valgt for Socialdemokratiet . Han afløstes som borgmester af partifællen Aage Baaring Hansen.